# Il soldato di Roma
Il soldato di Roma (The Death of Kings) è il secondo libro della serie Imperator scritta da Conn Iggulden sulla vita di Giulio Cesare. Questo romanzo, scritto nel 2004, narra del periodo che Cesare passa su una nave diretta verso l'Egitto, della sua successiva prigionia su una nave pirata e le sue vittorie contro i rapitori e l'esercito ribelle di Mitridate. Cesare, conquistata la libertà ed il prestigio tornerà a Roma grazie anche alla morte dell'avversario politico Silla. Infine il condottiero romano combatterà contro gli schiavi ribellatisi sotto la guida di Spartaco al fianco di Pompeo. 
Come nel romanzo che lo precede, Il soldato di Roma narra una versione leggermente romanzata della vita di Cesare come dichiarato anche dall'autore nella nota alla fine del libro.

## Edizioni
- Conn Iggulden, Il soldato di Roma, traduzione di Clara Nubile, Piemme, 2004,  p. 523.
- Conn Iggulden, Imperator - Il soldato di Roma, traduzione di Clara Nubile, Piemme, 26 giugno 2018,  p. 528, ISBN 9788838482922.